# Transport Tycoon
Transport Tycoon (TT) e Transport Tycoon Deluxe (TTD) sono videogiochi che simulano la gestione dei trasporti in un territorio. Il giocatore si trova nei panni di un imprenditore nel campo dei trasporti, che con una piccola somma iniziale deve riuscire ad affermare la sua azienda nel campo ferroviario, navale, aeroportuale e stradale.
Il gioco, distribuito nel 1994 da Microprose, è uno dei più longevi della storia e vive tuttora di una affollata community.
Il 15 luglio 2013 è stata annunciata l'uscita del gioco per piattaforme iOS e Android.

## Il gioco
Sviluppato da Chris Sawyer (celebre per altri giochi gestionali tycoon) nel 1994, il gioco è in prospettiva isometrica.
Il giocatore ha a disposizione un importo iniziale e la possibilità di ottenere finanziamenti aggiuntivi con cui costruire una serie di linee di trasporto. Il giocatore guadagna denaro trasportando materie prime verso le fabbriche, e prodotti finiti da queste alle città, oppure passeggeri tra le città. Per fare questo avrà a disposizione tutto quello che la tecnologia dei trasporti può mettergli a disposizione nelle diverse epoche. Inizialmente avrà solo qualche treno a vapore, un aereo non troppo affidabile o qualche autobus. Ma piano piano compariranno mezzi sempre più veloci, navi più capienti e treni più affidabili.
Inoltre si potranno costruire stazioni, porti o aeroporti dove accogliere merci e passeggeri.
Durante la costruzione dell'impero del giocatore, altri imprenditori guidati dal computer faranno lo stesso, poiché il gioco prevede fino a 7 avversari contemporaneamente in gioco. Il gioco forse soffre di una intelligenza artificiale (sviluppata nel 1994) non troppo brillante per cui con un minimo di pratica si riesce bene a tenergli testa.

## Caratteristiche di Transport Tycoon
L'obiettivo di TT è quello di arrivare nel 2050, e magari farlo rimanendo primi in classifica per denaro accumulato. Ma la vera sfida è nel trasportare le merci in posti che sembrano impossibili oppure scalzare un avversario da una città.
Ci sono 4 tipi diversi di terreno su cui costruire il proprio impero: temperato, deserto, neve e Toyland. 
Inoltre è possibile giocare in vari scenari proposti già pronti: alcuni storici, altri inventati.
È presente un editor di mappe mediante il quale è possibile costruire gli scenari e modificare città e territorio a piacimento. Una serie di opzioni (come la guida a destra o sinistra) rende i particolari del gioco più interessanti.
Non è possibile accelerare il gioco, per cui una partita singola dura parecchio tempo dato che un anno trascorre in qualche minuto ed il gioco va dal 1940 al 2050. 
Vi sono una serie di statistiche verificabili sull'andamento dell'azienda, degli avversari, il valore delle merci e su tante altre variabili dello scenario.
È disponibile una patch, non ufficiale, sviluppata da appassionati, chiamata TTDPatch, che oltre ad eliminare alcuni difetti di gioco aggiorna volendo anche la grafica del gioco, e ne permette l'uso anche su Windows XP.

## OpenTTD
Un gruppo di programmatori negli anni ha sviluppato un clone open source che riprende gran parte di TTD, chiamato OpenTTD, inserendo altre modifiche per renderlo più fruibile rispetto all'originale e aggiungendo alcuni extra. Nelle prime versioni il gioco necessitava di alcuni file del software originale, in quanto utilizza la stessa grafica del gioco di Sawyer.
Dalla versione 1.0.0 sono disponibili delle librerie freeware per cui non è più necessario il software originale.
Se utilizzate la versione con installer, verranno automaticamente scaricate le librerie freeware.
Sono disponibili svariate lingue, incluso l'italiano. Tra le varie modifiche rispetto al gioco originale, il clone è configurabile attraverso almeno 50 impostazioni in più, che intervengono su quasi ogni variabile di gioco. È anche possibile sostituire i nomi di fantasia originali con i nomi dei veicoli reali a cui sono ispirati. È stata aggiunta anche la gestione automatica del ricambio dei mezzi e la possibilità di clonare i mezzi (faranno lo stesso percorso del mezzo originale).
Anche l'editor è più flessibile, ora è possibile creare canali artificiali in modo da poter usare meglio le navi ed è diventato più semplice fare spazi di terreno pianeggianti.
Grazie all'uso delle librerie SDL (cross platform), il gioco funziona virtualmente su qualsiasi sistema operativo di uso comune:
- Microsoft Windows
- macOS
- BeOS
- Linux
- OS/2
- FreeBSD
- Palm OS
- Pocket PC
- MorphOS
- AmigaOS (non ufficiale)
- SkyOS (non ufficiale)
- RISC OS (non ufficiale)
- Maemo (Beta)
- GP2X (non ufficiale)
- PlayStation Portable (non ufficiale)
- iPhone e iPod touch (non ufficiale)[1]
- Android

OpenTTD è provvisto di un manuale Archiviato il 31 agosto 2015 in Internet Archive. in diverse lingue (tra cui anche l'italiano) che spiega le dinamiche di gioco.